# Henry Seymour (lord Beauchamp)
Henry Seymour, Lord Beauchamp (c. 1626 – 14 mars 1654) est un noble anglais, troisième fils de William Seymour (2e duc de Somerset).

## Biographie
Il a deux frères aînés, mais ils sont tous deux morts célibataires, de sorte que, en 1646, lorsqu'il a environ vingt ans, Henry devient l'héritier de son père et prend son titre de courtoisie de lord Beauchamp.
Le 28 juin 1648, il épouse Marie Capell à Hadham Parva dans le Hertfordshire; ils ont un fils et une fille. Comme son père, il est un cavalier, il est emprisonné dans la tour de Londres au cours du Commonwealth, du 9 avril au 9 septembre 1651, avant d'être libéré contre 10 000 livres sterling d'amende. Il est mort le 14 mars 1654, et est enterré à Bedwyn Magna le 30 mars.
Sa veuve épouse en 1657 lord Herbert, créé plus tard 1er duc de Beaufort.
Ses enfants:
- William Seymour (3e duc de Somerset) (1654-1671)
- Elizabeth Seymour (c. 1655 – 1697); elle obtient le rang de fille d'un duc, le 28 juin 1672, et épouse Thomas Bruce (2e comte d'Ailesbury), le 31 août 1676. À la mort de son frère sans descendance, elle est l'héritière de Tottenham et de la forêt de Savernake, dans le Wiltshire, et elle est également devenue héritière de la lignée de la princesse Marie Tudor, à travers les familles Grey et Brandon[2],[3].